# أرض البخور

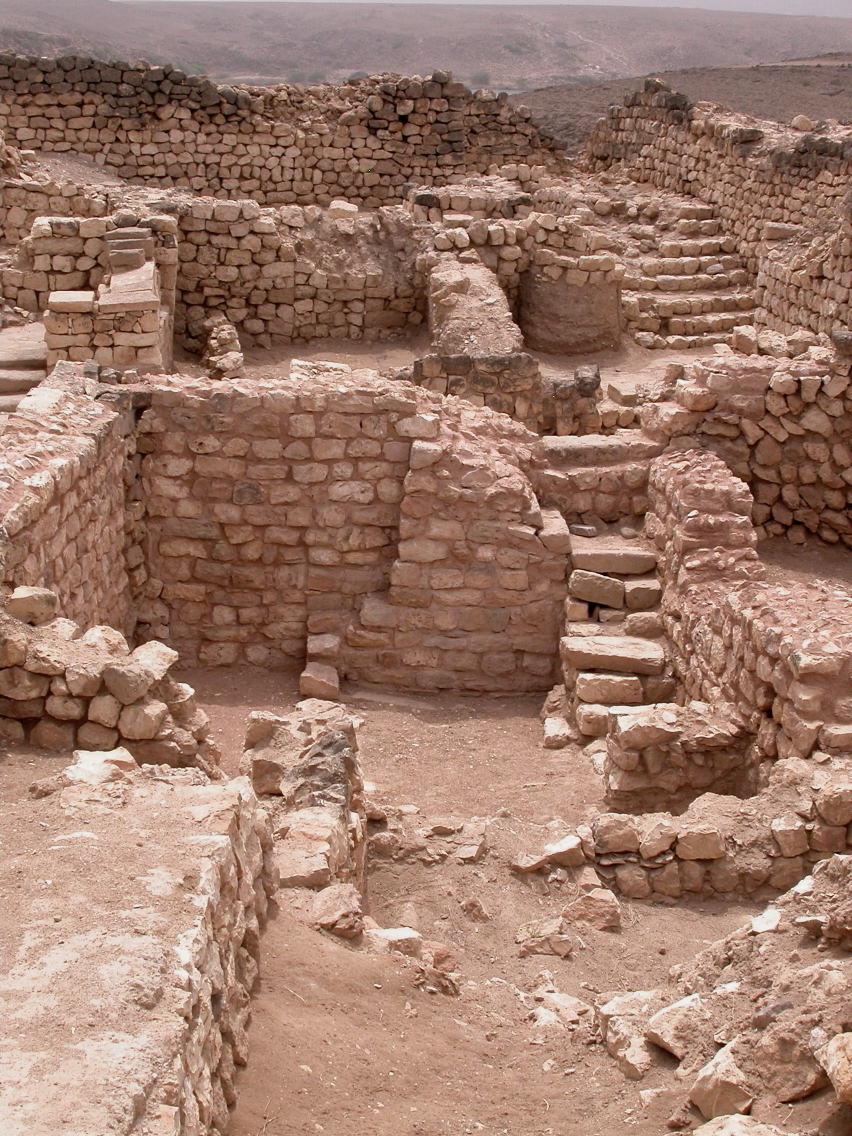
أنقاض المدينة القديمة خور روري

أرض اللبان أو أرض البخور هي موقع في عمان على طريق البخور. يتضمن الموقع أشجار اللبان وخور روري وبقايا واحة القوافل التي كانت هامة في تجارة البخور في العصور الوسطى.
تم الإعلان عن الموقع كموقع للتراث العالمي لليونسكو في عام 2000 باسم مسار اللبان وتمت إعادة تسميته في عام 2005 إلى أرض اللبان.

## صور

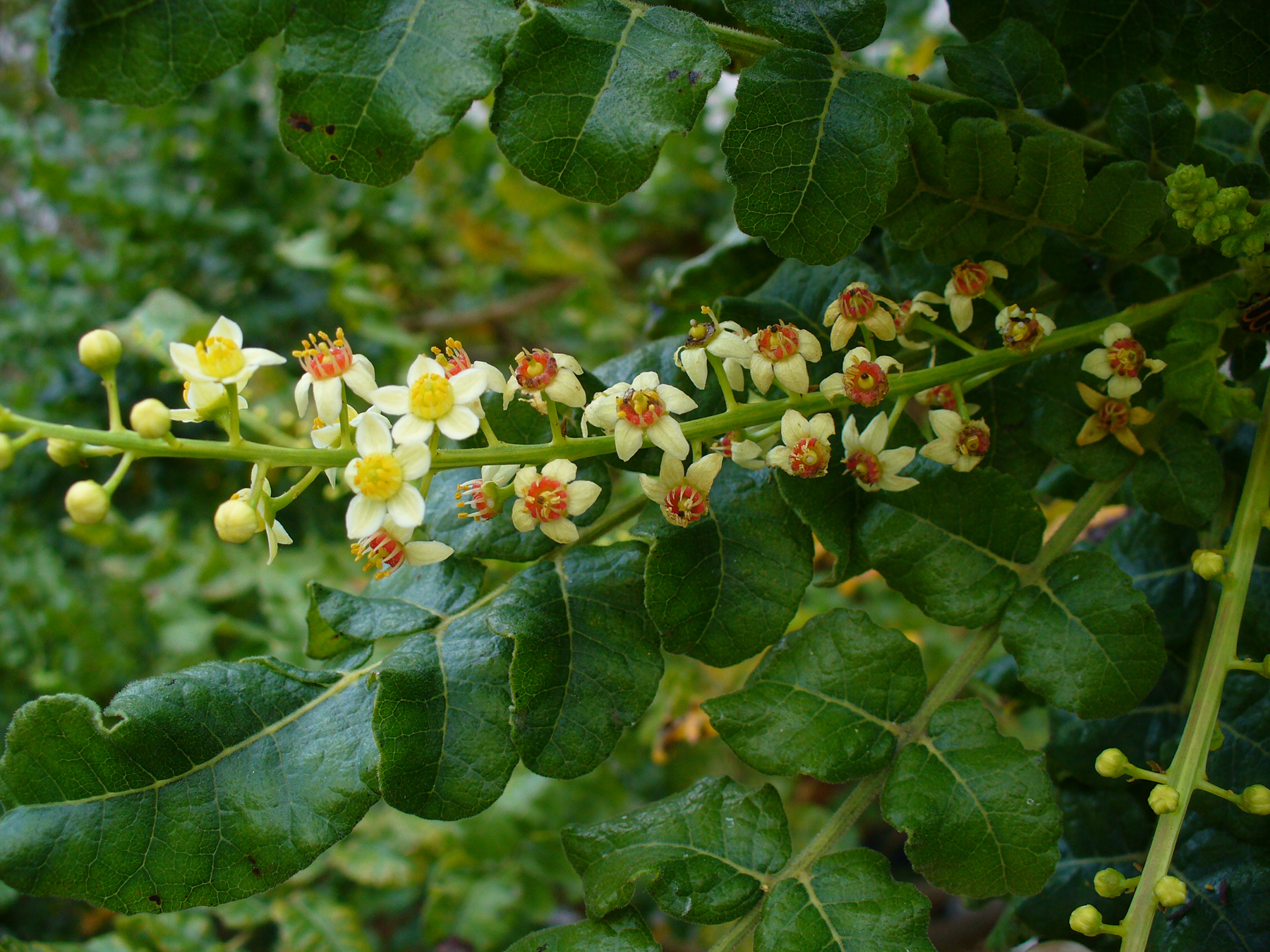
أوهار وأغصان شجرة اللبان
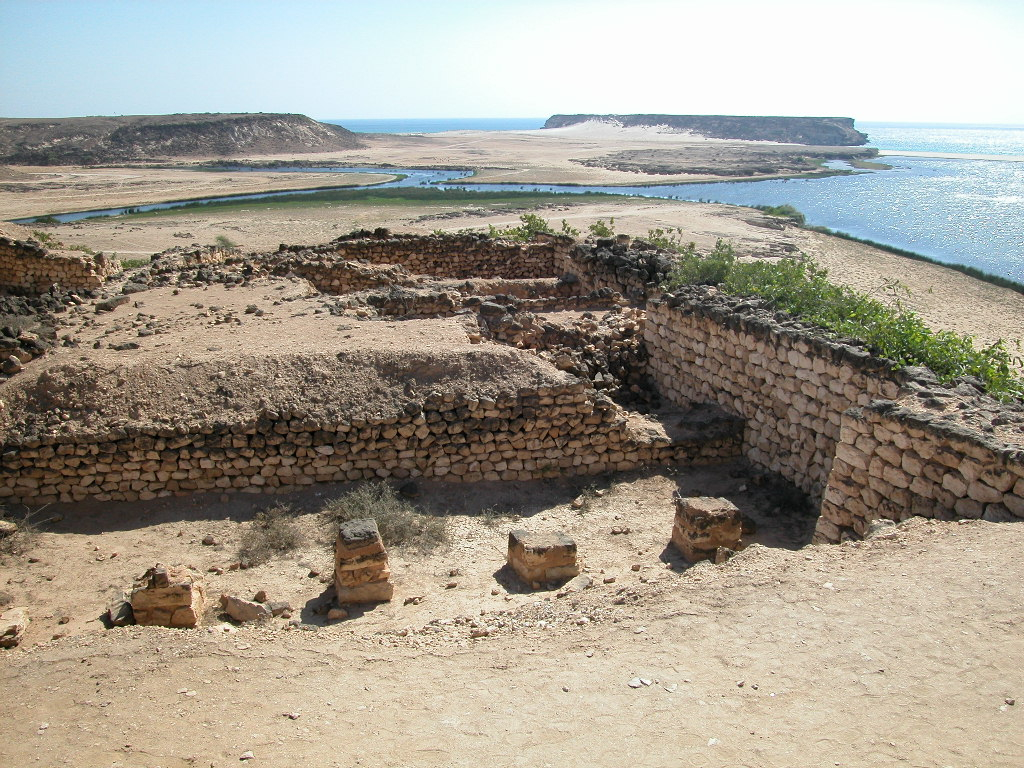
الأنقاض وساحل البحر
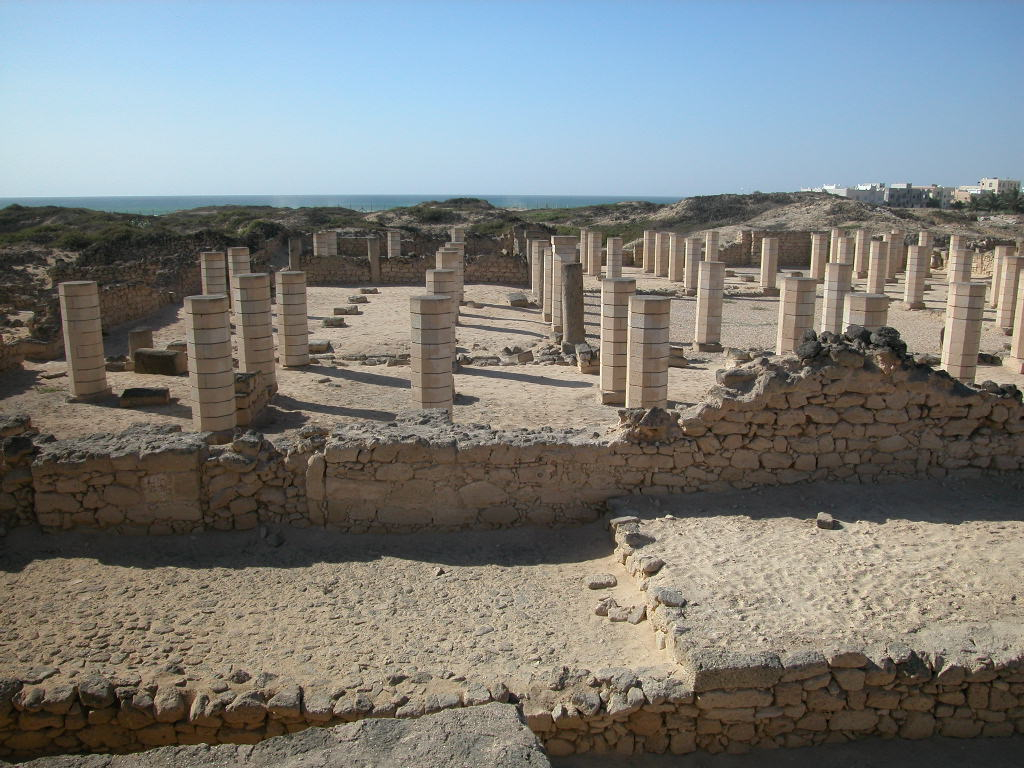
أطلال أثرية
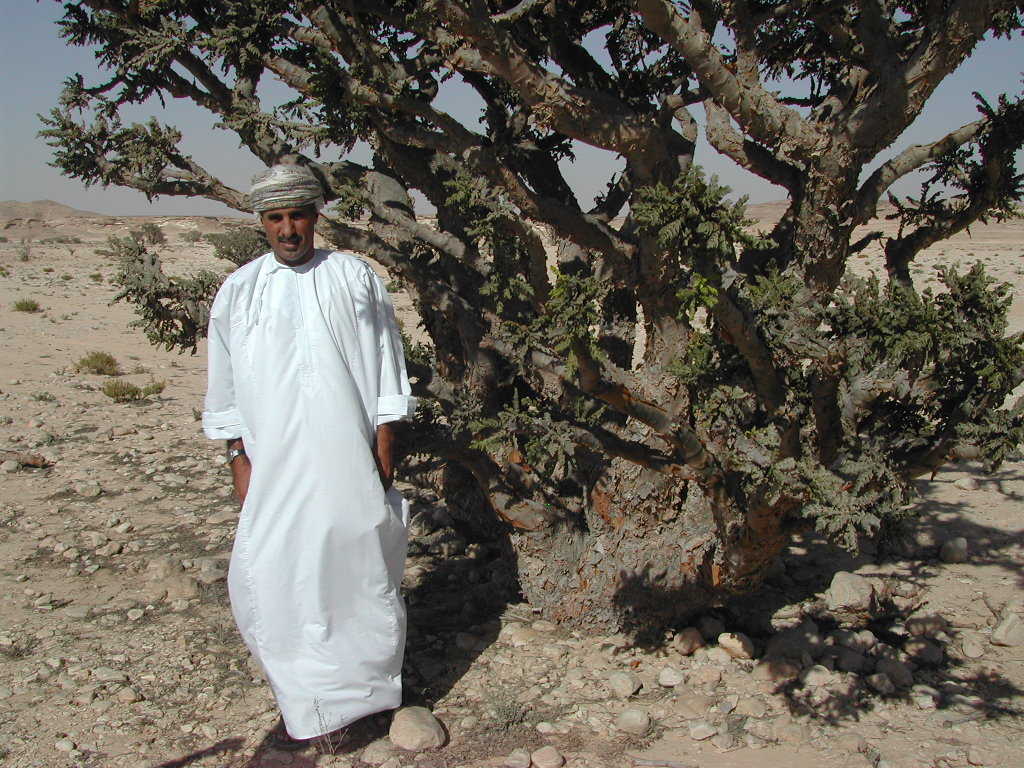
شجر البخور